# The Elder Scrolls IV: Oblivion
The Elder Scrolls IV: Oblivion — компьютерная ролевая игра в жанре action/RPG с открытым миром, разработанная американской компанией Bethesda Game Studios и выпущенная компаниями Bethesda Softworks и 2K Games для Microsoft Windows и Xbox 360 в 2006 году и для PlayStation 3 в 2007 году. В 2006 году также была выпущена игра для мобильных телефонов The Elder Scrolls IV: Oblivion Mobile, разработанная компанией Vir2L Studios.
Игра является частью серии The Elder Scrolls. Её действие происходит в вымышленной провинции Сиродил, в столице Тамриэльской империи — Имперском городе — и его окрестностях. В соответствии с сюжетом игры главный герой противостоит организации «Мифический Рассвет», поклоняющейся принцу даэдра Мерунесу Дагону и пытающейся открыть портал во враждебный мир демонов — Обливион (с англ. — «Забвение»). Как и в предшествующих играх серии, мир Oblivion полностью открыт для исследования — игрок может свободно путешествовать по нему, самостоятельно находя интересные места и задания.
Разработка Oblivion началась в 2002 году сразу после выхода предыдущей части серии — Morrowind. Oblivion использовала улучшенный физический движок Havok и разработанную самой студией Bethesda систему искусственного интеллекта Radiant AI, позволившую сделать поведение неигровых персонажей намного более сложным и правдоподобным. Применение методов процедурной генерации позволило разработчикам ускорить создание реалистичных ландшафтов. В отличие от предыдущих игр серии, в Oblivion все диалоги с неигровыми персонажами озвучены.
Oblivion получила восторженные оценки прессы и ряд наград от различных изданий и организаций, в том числе как «Игра года»; особых похвал удостоились графика, обширный мир игры и искусственный интеллект неигровых персонажей. Игра приобрела и большой коммерческий успех — к 2007 году было продано свыше 3 миллионов копий игры. Для Oblivion были выпущены два крупных официальных дополнения: Knights of the Nine («Рыцари Девяти») и Shivering Isles («Дрожащие Острова»), а также восемь мелких официальных плагинов, добавляющих новые локации, квесты и возможности. Издание The Elder Scrolls IV: Oblivion Game of the Year Edition, включающее оба дополнения, было выпущено осенью 2007 года.
22 апреля 2025 года была анонсирована обновлённая версия игры на движке Unreal Engine 5, вышедшая в тот же день.

## Игровой процесс
В отличие от предыдущей игры серии, продолжительность прохождения Oblivion несколько короче. Тодд Говард, руководитель проекта, объяснил это тем, что длительность игр следующего поколения должна быть меньше, так как улучшение графического оформления будет отнимать значительное время у разработчиков при неизменности сроков создания, и игроки обычно предпочитают короткие игры, часто бросая длинные, так и не закончив их. Разработчики преследовали цель создать игру, одинаковой как для обычных игроков, так и для продвинутых, предпочитающих более сложные игры. В результате, в игру были введены мини-игры на взлом замков, изготовление зелий, красноречие и ремонт снаряжения, исход которых зависит большей частью не от случая, а от навыков и характеристик персонажа. В игре поддерживаются виды как от первого, так и от третьего лица, но основной упор разработчики делали на вид от первого лица с более зрелищными эффектами, а бои, по словам Говарда, по увлекательности будут сравнимы с шутерами от первого лица. На исход каждого боя будут влиять навыки и характеристики игрока и соперника, виды ударов, тактика боя, а оппоненты начнут активно блокировать удары щитом и оружием и уклоняться от них, что сделает бои несколько сложнее.
Для постепенного увеличения сложности игры, уровень, снаряжение и навыки врагов зависимы от уровня игрока. Например, на первом уровне в айлейдских руинах игрок может встретить оживших скелетов, но на более высоких уровнях локация может быть заполнена личами или теми же скелетами, но с более мощным оружием и улучшенными характеристиками.
Хотя в Oblivion отсутствует разрушаемое окружение, в игре есть динамичная погода с плавными переходами.
Дистанция обзора в игре намного больше, чем у предшественников: игрок может видеть отдаленные города, горные хребты, реки, деревья. Команда разработчиков решила установить численность NPC, необходимую для нормальной игры, так как большое количество персонажей заметно бы снизило производительность.
Физический движок Havok позволил создавать эффекты реалистичного передвижения объектов во время использования телекинеза, паралича, когда обездвиженный персонаж или существо падают при недостаточном распределении веса, огненных шаров, после взрыва которых окружающие предметы разлетаются в стороны. Стрелы в игре летят согласно законам физики, и могут застревать в персонажах и предметах, постепенно повышая их загруженность.
Новый искусственный интеллект под названием Radiant AI Bethesda разработала в ответ на простое поведение персонажей предыдущих игр: NPC дана возможность выбора, вместо полной зависимости от скриптов, задающих персонажам определённые цели. Такие действия, как питание, сон, чтение, разговор стали зависимы от окружающего воздействия на персонажа, его персональных качеств и действий других NPC. Например, для добычи пропитания, персонажи могут прибегнуть к воровству, если они обладают соответствующими навыками, персонажи могут свободно общаться друг с другом, обсуждая новости или случаи из жизни.
Эти новшества позволили «сделать игру более живой» и создать NPC, которые могли бы путешествовать из города в город каждые несколько дней или ходить в церковь в определённые дни.
Загрузка локаций с остановкой игрового процесса происходит только при переходе из интерьера в экстерьер и при использовании быстрых путешествий.
Игровой мир ограничен невидимой стеной, но для большинства мест, ограничивающих игровое пространство, характерны физические барьеры — горы. При подходе к невидимому ограничителю на экране высвечивается сообщение: «Вы не можете идти дальше, вернитесь назад». Однако за барьером все же есть видимый ландшафт, простирающийся на несколько километров, и за этой территорией могут находиться различные монстры, но если (с помощью модификации либо редактированием файла конфигурации игры) туда проникнуть, в конце концов, можно провалиться в пустоту.

### Игровой мир
При проектировании ландшафта и архитектуры разработчики работали с личными фотографиями из путешествий, книгами о природе и другими источниками изображений. Используемое программное обеспечение позволило создавать реалистичную окружающую среду в более быстром темпе, в отличие от Morrowind, где каждый элемент ландшафта создавался вручную.
Художник может выбрать некую локацию, задать ряд параметров и программа автоматически создаст необходимый тип ландшафта и в случайном порядке разместит определённые элементы в пределах указанной местности. Далее разработчик может вручную подкорректировать сгенерированную местность. Аналогичным образом создаются и персонажи.
Также, в соответствии с переходом от воды, преобладающей в Morrowind, к большому количеству растительности, Bethesda привлекла ряд технологий для разработки лесов. Одна из них, SpeedTree от Interactive Data Visualization, Inc., позволяла одному программисту генерировать полные и детализированные модели деревьев в считанные минуты. Для создания лиц персонажей использовалась технология FaceGen. Графика игры проектировалась в несколько этапов, начиная с пиксельных шейдеров и заканчивая эффектами HDR. Чтобы придать игре необычный вид, дизайнеры использовали эффект Bloom.

## Сюжет
Действие Oblivion происходит после событий The Elder Scrolls III: Morrowind, хотя игра не является прямым сиквелом к нему или к другим играм серии. Местом действия является Сиродил, центральная провинция Тамриэля, континента, на котором разворачиваются события всех игр серии.
История начинается с того, что император Уриэль Септим VII, сопровождаемый Клинками — своими телохранителями — прибывает в тюрьму Имперского города, где протагонист отбывает срок за неназванное преступление. Император и Клинки бегут от убийц Мифического Рассвета — даэдрического культа, которые убили троих сыновей императора и теперь преследуют его самого. Уриэль Септим и Клинки, используя секретный вход в камере протагониста, уходят через катакомбы, где на них и присоединившегося к ним персонажа игрока нападают члены Мифического Рассвета. Император доверяет герою Амулет Королей, носимый императорами Тамриэля, и поручает передать его Джоффри, грандмастеру Клинков. После этого один из ассасинов убивает императора. Главный герой покидает катакомбы и попадает в открытый мир Сиродила.
Из-за отсутствия у Уриэля Септима наследников разрушается барьер между миром людей и параллельным миром Обливионом. По всему миру открываются многочисленные врата в Обливион, через которые в Тамриэль вторгаются магические существа, называемые даэдра. Джоффри говорит протагонисту, что единственный способ закрыть врата навсегда — это найти человека королевской крови, который займёт престол и зажжёт при помощи Амулета Королей Драконий Огонь в Имперском городе. Как выясняется, такой человек есть — Мартин, священник в городе Кватч, являющийся незаконнорожденным сыном императора. Прибыв в Кватч, герой обнаруживает, что город разрушен даэдра, а вход в город преграждают врата Обливиона. Закрыв их, он находит Мартина и убеждает его пойти вместе с ним к Джоффри в приорат Вейнон.
По прибытии выясняется, что приорат подвергся нападению Мифического Рассвета и что Амулет Королей украден. Протагонист сопровождает Джоффри и Мартина в Храм Повелителя Облаков, крепость Клинков. Там Мартина признают императором и передают ему командование, а герой отправляется на поиски Амулета. Собрав информацию, он пытается проникнуть в тайное место сбора Мифического Рассвета. Там он становится свидетелем того, как лидер культа Манкар Каморан сбегает с Амулетом через портал. Герой приносит открывшую портал книгу Мартину, который выясняет способ вновь его открыть. Для этого протагонисту нужно найти даэдрический артефакт, доспех первого императора из династии Септимов и Великий Велкиндский Камень. Получив их, Мартин раскрывает, что последний необходимый ингредиент — это Великий Сигильский Камень из Великих Врат, подобных тем, что разрушили Кватч. Мартин и Джоффри решают позволить даэдра атаковать город Брума и открыть Врата. Получив камень, герой их закрывает.
Мартин создаёт в храме портал, через который проходит протагонист. Миновав монстров и препятствия, герой сталкивается с Камораном, убивает его и возвращает Амулет Мартину. Клинки отправляются в Имперский город, чтобы зажечь Драконий Огонь и положить конец вторжению даэдра. Они обнаруживают, что город атакован даэдра и Принцем Разрушения, Мерунесом Дагоном. Протагонист и Мартин пробиваются к Огню. Мартин разбивает Амулет, чтобы соединиться с духом Акатоша, Дракона-Бога Времени, и стать его воплощением. После битвы Мартин отправляет Дагона обратно в Обливион и превращается в статую огромного дракона.
Мартин исчез, врата Обливиона заперты навсегда, Амулет Королей разрушен, а имперский трон опустел. В финальном монологе Мартин описывает события в оптимистичном ключе и говорит, что будущее Тамриэля теперь в руках главного героя.

## Разработка
| Системные требования | Системные требования                                                          | Системные требования                                                          |
| -------------------- | ----------------------------------------------------------------------------- | ----------------------------------------------------------------------------- |
|                      | Минимальные                                                                   | Рекомендуемые                                                                 |
| Microsoft Windows    |                                                                               |                                                                               |
| ОС                   | Windows XP, Windows Vista, Windows 7                                          | Windows XP, Windows Vista, Windows 7                                          |
| ЦПУ                  | Intel Pentium 4 2.0 ГГц или любой другой эквивалентный процессор              | Intel Pentium 4 3.0 ГГц или любой другой эквивалентный процессор              |
| Объём ОЗУ            | 512 МБ ОЗУ                                                                    | 1 ГБ ОЗУ                                                                      |
| Место на диске       | 4,6 ГБ свободного места на жёстком диске (5,8 ГБ с официальными дополнениями) | 4,6 ГБ свободного места на жёстком диске (5,8 ГБ с официальными дополнениями) |
| Видеокарта           | 128 МБ Direct3D совместимая видеокарта и DirectX 9.0 совместимый драйвер      | ATI Radeon X800, NVIDIA GeForce 6800 или лучше                                |
| Звуковая плата       | DirectX 8.1 совместимая звуковая карта                                        | 100 % DirectX 9.0c совместимая звуковая карта                                 |

Работа над The Elder Scrolls IV: Oblivion началась в 2002 году сразу после выхода предыдущей игры серии — The Elder Scrolls III: Morrowind, а в середине сентября 2004 игра была официально анонсирована. Игра разрабатывалась американской компанией Bethesda Softworks. Кен Ролстон — главный дизайнер предыдущей игры серии — возглавил команду разработчиков. 3 февраля 2005 Bethesda заключила соглашение с Take-Two Interactive о публикации и выходе Oblivion. Согласно условиям соглашения, Bethesda сохраняет полный контроль над разработкой игры и права на выход возможных сиквелов, а Take-Two будет издавать игру своей дочерней компанией, 2K Games. В результате, версии для PC и Xbox 360 были совместно опубликованы 2K Games и Bethesda.
Официальная дата выхода версий для PC и Xbox изначально была назначена на 22 ноября 2005 года, но разработчики отложили выход до 21 марта 2006.
Версия для PlayStation 3 (портированная 2K Studios) вышла 20 марта 2007 в Северной Америке и 27 апреля 2007 в Европе.
Xbox 360 была выбрана основной игровой платформой для Oblivion, как «самая легкая для разработки», по словам Пита Хайнса.
Во время разработки The Elder Scrolls IV: Oblivion Bethesda уделяла большее внимание таким элементам, как более реалистичная сюжетная линия, реалистичные персонажи и более значимые квесты. Разработчики решили создать с нуля совершенно новый игровой движок, позволяющий использовать все современные графические технологии. Игра включает улучшенный искусственный интеллект Radiant AI, призванный разнообразить поведение героев, и, следуя по стопам Half-Life 2, физический движок Havok.
Графика игры была впечатляющей для своего времени, используя высокотехнологичные освещение и шейдеры, позволяющие использовать эффекты HDR и отражения.
Для проектирования игрового ландшафта Bethesda создала специальные обучаемые программы-генераторы, ускорившие процесс создания игровых территорий, более разнообразных и реалистичных, в отличие от предыдущих игр серии.

### PlayStation 3
Версия для PlayStation 3 вышла с несколькими техническими улучшениями, по сравнению с версией для Xbox 360. Например, было сокращено время загрузок, исправлены некоторые ошибки, увеличено расстояние прорисовки удалённого ландшафта, введены новые шейдеры для улучшения обработки объектов.
Bethesda решила не реализовывать элементы управления Sixaxis, учитывая, что Oblivion не подходит для таких новшеств.
В игру также входило дополнение Knights of the Nine, остальных дополнений игра не включала.
Последний релиз породил множество слухов в Интернете: 1UP заявил, что дополнительный контент был удален из-за негативного влияния на производительность игры, другие веб-сайты повторили это утверждение. Ограничения PlayStation 3 в размере системной памяти считались потенциальной причиной падения производительности. Пит Хайнс оспаривал эти утверждения, высказывая альтернативные теории отсутствия дополнений. Во-первых, он заявил, что дополнения были удалены, чтобы не дать игроку раннее преимущество над игроками других консолей. Во-вторых, разработчики не использовали PlayStation Network Store и системы цифровой дистрибуции Sony, и ещё не определились с наилучшим вариантом публикации и распространения дополнений. Улучшения шейдеров, по словам, Хайнса, могли бы перейти к ПК и Xbox 360 в виде патчей, но он отметил, что некоторые улучшения остались бы эксклюзивными для PS3 и, в конце концов, версии для Xbox 360 и PS3 были бы наравне в плане графического оформления.

## Дополнения и модификации

### Официальные плагины
Было издано десять и официально локализовано девять официальных дополнений для TES4: Oblivion:
- Дрожащие Острова (англ. Shivering Isles) — самое крупное дополнение из официальных от Bethesda Softworks. В нём игрок попадает в царство Шеогората, даэдрического Принца Безумия.
- Рыцари Девяти (англ. Knights of the Nine) — крупное дополнение, издававшийся на отдельном диске вместе с семью мелкими официальными дополнениями (кроме Fighter’s Stronghold).
- Книги Заклинаний (англ. Spell Tomes) — добавляет в игру специальные книги с заклинаниями, прочитав которые, можно выучить новое заклинание, с одним или несколькими действиями. Первая книга достанется игроку после нападения сумасшедшего чародея, остальные можно будет отыскать в пещерах и других локациях.
- Пещера «Глубокое презрение» (англ. The Vile Lair, дословно: Нечестивое Логово) — добавляет в игру свободную пещеру — бывшее логово вампира из Кровавых меток, уничтоженных Тёмным Братством, со специальными алтарями, двумя спрятанными от посторонних глаз выходами и святилищем Ситиса. Сама пещера достаётся герою бесплатно, обставить её можно, воспользовавшись помощью торговца (новый персонаж). В пещере есть элементы, позволяющие исцеляться от вампиризма в обход игрового квеста по исцелению.
- Бритва Мерунеса (англ. Mehrunes' Razor) — плагин добавляет возможность отправиться на поиски знаменитого даэдрического артефакта. Добавляется подземное шахтёрское поселение под разрушенным фортом и древний проклятый айлейдский город. В процессе поисков можно узнать о коварных планах Телваннийского вельможи по завоеванию Сиродила, встретить ассасина Мораг Тонг и сразиться с целой армией данмеров.
- Воровское логово (англ. The Thieves Den) — плагин позволяет обнаружить огромную пещеру под замком города Анвил, в которой нашла свою смерть легендарная шайка пиратов, и после упокоения их душ обустроить в ней воровское логово с торговцами, учителями и наёмниками, которых можно посылать «на дело».
- Шпиль Фросткрег (англ. Wizard's Tower, дословно: Башня волшебника) — плагин добавляет не имеющую аналогов башню волшебника с оранжереей, алтарями зачарования и заклинаний, алтарём вызова постоянных компаньонов-атронахов, телепортами во все крупные города Сиродиила и множеством других полезных вещей. Башня достаётся игроку по наследству, бесплатно, но за её обстановку придётся заплатить достаточно крупную сумму торговке (новый персонаж с большой исходной суммой денег).
- Имперская Обсерватория (англ. Orrery, дословно: Планетарий) — модификация добавляет возможность восстановить «Имперскую Обсерваторию» — огромный планетарий, находящийся на территории Университета Волшебства. В зависимости от фаз лун игрок сможет с помощью хитроумного механизма получать новые способности.
- Броня для лошадей (англ. Horse Armor Pack) — добавляет возможность защитить любую лошадь одним из двух типов брони: стальной или эльфийской. Первый комплект в рекламных целях игроку отдадут бесплатно.
- Крепость воина (англ. Fighter’s Stronghold) — плагин добавляет возможность игроку стать лордом собственного замка, расположенного на западе Коррола, в Коловианском нагорье. Нужно лишь помочь его защитникам защитить его от нападающих бандитов, и они признают игрока новым хозяином. После этого можно по своему вкусу обставить замок. Также можно приобрести Двемерскую кузницу, повышающую навык кузнеца, воспользоваться услугами таксидермиста, который при наличии необходимых компонентов создаст для игрока чучела убитых зверей, после чего они будут выставлены в главном зале на всеобщее обозрение.

«Золотое издание» от 1С включает в себя только Дрожащие острова и Рыцарей Девяти, однако впоследствии 1С выпустили для «Золотого издания» бесплатный патч, который содержал все официальные плагины, кроме Fighter’s Stronghold, так как этот плагин вышел гораздо позднее. Все плагины в этом патче профессионально локализованы с переводом на русский язык от 1С.

### Пользовательские модификации
Как и The Elder Scrolls III: Morrowind, Oblivion предусматривает возможность пользовательских модификаций, позволяя пользователям менять или дополнять ресурсы игры. Для создания собственных дополнений требуется TES Construction Set. В отличие от предыдущей игры серии, конструктор не поставлялся в комплекте с игрой, но был доступен для загрузки с сайта разработчика.
Для правильного порядка загрузки плагинов применяются специальные программы, разработанные сторонними разработчиками: Better Oblivion Sorting Software (BOSS), Oblivion Mod Manager (OBMM), Wrye Bash. Например, с помощью OBMM можно проводить валидацию текстур, а с помощью Wrye Bash — создавать Bashed Patch — специальный плагин, который объединяет в себя изменения, вносимые другими плагинами, позволяя не начинать новую игру. Из-за недостатка возможностей скриптового языка игры было создано его расширение — Oblivion Script Extender (OBSE). OBSE использует большое количество современных плагинов, добавляющих новые возможности в игровой процесс (например, Deadly Reflex и Unnecessary Violence).
Одной из наиболее популярных пользовательских модификаций стала Oscuro’s Oblivion Overhaul, вносящая множество исправлений и дополнений в игру. В декабре 2006 года GameSpy назвал Oscuro’s Oblivion Overhaul модом года. Создатель модификации Хорхе Сальгадо позже был принят на работу в студию Obsidian Entertainment — по словам руководителей студии, для них оказались полезными «хитрости», которые Сальгадо выработал во время работы над модификацией. К числу других модификаций принадлежат Martigen Monster Mod, Francesco Leveled Creatures-Items Mod, Oblivion WarCry. Модификация Nehrim: At Fate’s Edge, разработанная немецкой группой SureAI и выпущенная в 2010 году, представляет собой полную переработку Oblivion со своим собственным миром, персонажами и ролевой системой. Эта модификация получила награду «Лучшая однопользовательская модификация» от Mod DB, а также «Мод года» от американского журнала PC Gamer.

## Локализации
Первую российскую локализацию игры выполнила компания 1С; были переведены все игровые тексты, однако при этом в локализации не был учтён пол персонажа — реплики игрока и обращения к нему переведены в мужском роде, равно как и некоторые реплики, общие для нескольких NPC. В первой локализации также отсутствует русское озвучивание персонажей (оно осталось на английском языке), за исключением речи Уриэля Септима в начальном и конечном роликах игры.
Недовольство пользователей отсутствием русского озвучивания привело к тому, что в середине 2006 года Евгений Синельников вместе с группой фанатов игры (была организована команда под названием OST — Oblivion Sound Team) решил самостоятельно озвучить игру на русском языке. 17 сентября 2007 года было выпущено русскоязычное «озвучивание» для Oblivion, а также для небольших официальных плагинов (размером примерно 1,6 ГБ). В озвучивании приняли участие 15 человек. 20 февраля 2008 той же командой было выпущено озвучивание для Knights of the Nine, выполненный теми же голосами, что и основная игра. В разработке находилось озвучивание Shivering Isles.
28 декабря 2007 года 1С выпустила Золотое издание игры. «The Elder Scrolls IV: Oblivion. Золотое издание» от 1С содержит все изменения, внесённые разработчиками, включает в себя оба больших дополнения (Shivering Isles и Knights of the Nine), игра обновлена до версии 1.2.0416. В этой версии 1С всё-таки объявила о наличии русского озвучивания — игра вышла полностью на русском языке, с озвученными профессиональными актёрами диалогами и существенно обновлённым переводом. Позже были выложены в сеть три патча для «Золотого издания», исправляющие опечатки в диалогах и карте, ошибки озвучивания, некоторые текстуры и внутриигровые скрипты, а также патч, добавляющий небольшие плагины, не включённые в «Золотое издание». Недостатком озвучивания Золотого Издания было то, что официальные дополнения к игре были озвучены другими голосами нежели основная игра, что приводило к тому, что один и тот же персонаж мог одновременно говорить тремя и более голосами.

## Издания
Всего игра вышла несколькими изданиями, отличающихся друг от друга различным дополнительным содержимым.

### Стандартное издание
Стандартное издание игры включает в себя следующие материалы:
- DVD-диск с игрой.
- 48-страничное руководство пользователя к игре.
- Карта игрового пространства — провинции Сиродиил.

### Коллекционное издание
Коллекционное издание игры вышло для персональных компьютеров и Xbox 360 и, кроме комплектации стандартного, содержит также дополнительные бонусы:
- DVD о разработке игры.
- Образец имперской валюты — септима.
- Карманный Путеводитель по Империи, содержащий информацию о истории и быте жителей Тамриэля.
- Футболка с логотипом игры (для стран СНГ).

Коллекционное издание также отличается дизайном упаковки с игрой, имеющей четыре отделения и другое цветовое оформление.

### Game of the Year Edition и Золотое издание
The Elder Scrolls IV: Oblivion. Золотое издание вышла 28 декабря 2007 года для персональных компьютеров. Игра включает оба дополнения «Рыцари Девяти» и «Дрожащие Острова» с полным переводом на русский язык, а вышедшие позже патчи, кроме некоторых исправлений, включали ещё и официальные плагины. Единственным плагином, не вошедшим в комплектацию, является «Крепость Воина» (англ. Fighter’s Stronghold). The Elder Scrolls IV: Oblivion Game of the Year Edition вышла несколько раньше для западных игроков и включала оба крупных официальных дополнения.

### Юбилейное издание
12 июля 2011 года в Северной Америке вышло специальное юбилейное издание игры в честь пятилетия со дня её выхода. Игра была выпущена ограниченным тиражом для персональных компьютеров, PlayStation 3 и Xbox 360 ценой 30 долларов за копию. В комплектацию издания входят следующие элементы:
- Дополнения Knights of the Nine и Shivering Isles.
- Полноцветная карта Сиродиила и Дрожащих островов — плана лорда Шеогората.
- Диск с фильмом о создании Oblivion.
- Металлическая коробка, украшенная дэйдрической росписью.
- Купон на скидку в 10 долларов на покупку The Elder Scrolls V: Skyrim.
- Руководство по стратегии в The Elder Scrolls V: Skyrim (англ. Skyrim strategy guide).

## Саундтрек
Музыкальное сопровождение Oblivion было, в основном, написано композитором Джереми Соулом, прошлые саундтреки которого принесли ему премию BAFTA в категории «Игровая музыка» и две номинации AIAS. Соул работал в Bethesda вместе с Тоддом Говардом во время разработки Morrowind и на пресс-релизе объявил о своём возвращении.
Официальный саундтрек к The Elder Scrolls IV: Oblivion продается эксклюзивно через цифрового дистрибьютора Соула, DirectSong, и включает в себя 26 композиций длительностью 59 минут.
| №                   | Название                 | Длительность |
| ------------------- | ------------------------ | ------------ |
| 1.                  | «Reign of the Septims»   | 1:52         |
| 2.                  | «Through the Valleys»    | 4:21         |
| 3.                  | «Death Knell»            | 1:11         |
| 4.                  | «Harvest Dawn»           | 2:53         |
| 5.                  | «Wind from the Depths»   | 1:44         |
| 6.                  | «King and Country»       | 4:06         |
| 7.                  | «Fall of the Hammer»     | 1:17         |
| 8.                  | «Wings of Kynareth»      | 3:32         |
| 9.                  | «Alls Well»              | 2:27         |
| 10.                 | «Tension»                | 2:34         |
| 11.                 | «March of the Marauders» | 2:10         |
| 12.                 | «Watchman's Ease»        | 2:07         |
| 13.                 | «Glory of Cyrodiil»      | 2:30         |
| 14.                 | «Defending the Gate»     | 1:23         |
| 15.                 | «Bloody Blades»          | 1:16         |
| 16.                 | «Minstrel's Lament»      | 4:43         |
| 17.                 | «Ancient Sorrow»         | 1:06         |
| 18.                 | «Auriel's Ascension»     | 3:07         |
| 19.                 | «Daedra in Flight»       | 1:03         |
| 20.                 | «Unmarked Stone»         | 1:07         |
| 21.                 | «Bloodlust»              | 1:07         |
| 22.                 | «Sunrise of Flutes»      | 2:58         |
| 23.                 | «Churl's Revenge»        | 1:10         |
| 24.                 | «Deep Waters»            | 1:12         |
| 25.                 | «Dusk at the Market»     | 2:12         |
| 26.                 | «Peace of Akatosh»       | 4:11         |
| Общая длительность: | Общая длительность:      | 59:19        |

## Восприятие
| Сводный рейтинг                                                                      | Сводный рейтинг                                                                               | Сводный рейтинг                                                                               | Сводный рейтинг                                                                               |
| Издание                                                                              | Оценка                                                                                        | Оценка                                                                                        | Оценка                                                                                        |
| Издание                                                                              | PC                                                                                            | PS3                                                                                           | Xbox 360                                                                                      |
| ------------------------------------------------------------------------------------ | --------------------------------------------------------------------------------------------- | --------------------------------------------------------------------------------------------- | --------------------------------------------------------------------------------------------- |
| GameRankings                                                                         | 93,29 %                                                                                       | 92,98 %                                                                                       | 93,85 %                                                                                       |
| Metacritic                                                                           | 94/100 (53 обзора)                                                                            | 93/100 (45 обзоров)                                                                           | 94/100 (90 обзоров)                                                                           |
| Иноязычные издания                                                                   |                                                                                               |                                                                                               |                                                                                               |
| Издание                                                                              | Оценка                                                                                        | Оценка                                                                                        | Оценка                                                                                        |
| Издание                                                                              | PC                                                                                            | PS3                                                                                           | Xbox 360                                                                                      |
| Famitsu                                                                              | N/A                                                                                           | N/A                                                                                           | 38/40 (Platinum)                                                                              |
| GameSpot                                                                             | 9,3/10                                                                                        | 9,5/10                                                                                        | 9,6/10                                                                                        |
| GameSpy                                                                              | [ 61 ]                                                                                        | N/A                                                                                           | N/A                                                                                           |
| IGN                                                                                  | 9,3/10                                                                                        | 9,2/10                                                                                        | 9,3/10                                                                                        |
| OXM                                                                                  | N/A                                                                                           | N/A                                                                                           | 9,5/10                                                                                        |
| PC Gamer (US)                                                                        | 95/100                                                                                        | N/A                                                                                           | N/A                                                                                           |
| Русскоязычные издания                                                                |                                                                                               |                                                                                               |                                                                                               |
| Издание                                                                              | Оценка                                                                                        | Оценка                                                                                        | Оценка                                                                                        |
| Издание                                                                              | PC                                                                                            | PS3                                                                                           | Xbox 360                                                                                      |
| Absolute Games                                                                       | 79 %                                                                                          | N/A                                                                                           | N/A                                                                                           |
| PlayGround.ru                                                                        | 9,3/10                                                                                        | N/A                                                                                           | N/A                                                                                           |
| «Игромания»                                                                          | 8,0/10                                                                                        | N/A                                                                                           | N/A                                                                                           |
| «ЛКИ»                                                                                | 91 %                                                                                          | N/A                                                                                           | N/A                                                                                           |
| «Страна игр»                                                                         | 8,5/10                                                                                        | N/A                                                                                           | N/A                                                                                           |
| Награды                                                                              |                                                                                               |                                                                                               |                                                                                               |
| Издание                                                                              | Награда                                                                                       | Награда                                                                                       | Награда                                                                                       |
| G4,                                                                                  | Overall Game of the Year Spike TV, Golden Joystick Awards, Shacknews                          | Overall Game of the Year Spike TV, Golden Joystick Awards, Shacknews                          | Overall Game of the Year Spike TV, Golden Joystick Awards, Shacknews                          |
| IGN                                                                                  | PC Game of the Year Interactive Achievement Awards,                                           | PC Game of the Year Interactive Achievement Awards,                                           | PC Game of the Year Interactive Achievement Awards,                                           |
| 1UP.com                                                                              | RPG of the Year G4, IGN, IGN Readers' Choice, Game Revolution, Interactive Achievement Awards | RPG of the Year G4, IGN, IGN Readers' Choice, Game Revolution, Interactive Achievement Awards | RPG of the Year G4, IGN, IGN Readers' Choice, Game Revolution, Interactive Achievement Awards |
| Game Critics Awards (E3 2005), GameSpot (E3 2005), DailyGame, TeamXbox, Games Domain | Лучшая RPG                                                                                    | Лучшая RPG                                                                                    | Лучшая RPG                                                                                    |
| IGN                                                                                  | Лучшая PC RPG                                                                                 | Лучшая PC RPG                                                                                 | Лучшая PC RPG                                                                                 |
| RPG Fan (E3 2005), Game Chronicles                                                   | Лучшая масштабная игра                                                                        | Лучшая масштабная игра                                                                        | Лучшая масштабная игра                                                                        |
| Game Chronicles                                                                      | Лучшая RPG, лучшая игра для PC                                                                | Лучшая RPG, лучшая игра для PC                                                                | Лучшая RPG, лучшая игра для PC                                                                |
| Spike TVs VGAs                                                                       | Игра года, лучшая RPG                                                                         | Игра года, лучшая RPG                                                                         | Игра года, лучшая RPG                                                                         |
| GameSpy                                                                              | Gamers' Choice,PC RPG of the Year                                                             | Gamers' Choice,PC RPG of the Year                                                             | Gamers' Choice,PC RPG of the Year                                                             |
| Gamespot                                                                             | Readers' Choice                                                                               | Readers' Choice                                                                               | Readers' Choice                                                                               |

Английская версия игры получила положительные отзывы от сайта Metacritic. По словам Eurogamer, игра успешно сочетает самые лучшие элементы ролевых, приключенческих игр, и игр-экшенов. Японский игровой журнал Famitsu вознаградил игру наградой «Platinum Award». GameSpot назвал игру «просто одной из самых лучших ролевых игр из когда-либо созданных».
В 2007 году журнал PC Gamer присвоил игре первое место в рейтинге сотни самых лучших игр.
Голос Патрика Стюарта, озвучивший Уриэля Септима, получил награду от Spike TV, а саундтрек, написанный композитором Джереми Соулом был вознаграждён на MTV Video Music Award как «Лучший саундтрек», избранный международным голосованием. Игра была номинирована на пять премий BAFTA.
TES4: Oblivion обладает большим количеством наград и поощрений, за год, считая с релиза, игра не падала в англоязычных рейтингах ниже пятого места.

### Смена рейтинга ESRB
Смена рейтинга ESRB для The Elder Scrolls IV: Oblivion произошла 3 мая 2006 года, когда северо-американская организация, присуждающая возрастные рейтинги играм, Entertainment Software Rating Board (ESRB) сменила возрастную оценку игре The Elder Scrolls IV: Oblivion для ПК, PlayStation 3 и Xbox 360 c Teen (13+) до Mature (17+). ESRB ссылалась на присутствующий в игре контент, не упомянутый в первоначальном обзоре издаваемой версии Oblivion: детализированные изображения крови и сексуально откровенные элементы. Сексуальный контент содержался в любительском плагине, называвшемся Oblivion Topless Mod, который изображал топлес всех женских персонажей игры.